# フジシダ
フジシダ Monachosorum maximowiczii は、コバノイシカグマ科のシダ植物。細長い単羽状の葉を持ち、その先端から根を下ろして新たな株を作る。

## 特徴
常緑性の小型のシダ。根茎は短くて斜めに立ち、微細な毛がある。葉柄は褐色で光沢があり、ほとんど無毛で長さ5-10cm。葉身は単羽状複葉で線状披針形、薄手の草質で長さ15-30cm、幅2-3cmで、深緑色だが乾燥標本では黒みを帯びる。葉の先端は普通は蔓状に長く伸び、そこに芽を生じ、地面に付けば根を出して新たな株を作る。
羽片は50対ほどになり、広披針形から長楕円形で幅4-6mm、先端は鋭く尖るか鈍く尖り、柄はなくて、基部の先端側は大きい角度を持ち、耳状の突出部があり、基部側は狭まる。羽片の縁には深く、先端が丸まった鋸歯がある。側脈はほぼ並行に並び、裏面の脈上には淡黄色の細かな毛がある。胞子嚢群は小さくて円形で、鋸歯の突起ごとにつき、その縁が反転して胞子嚢群を覆うようになることがある。包膜はない。
和名については富士シダで、富士に生えるシダであるが、この富士は愛知県犬山市にある尾張富士を指すものとされている。

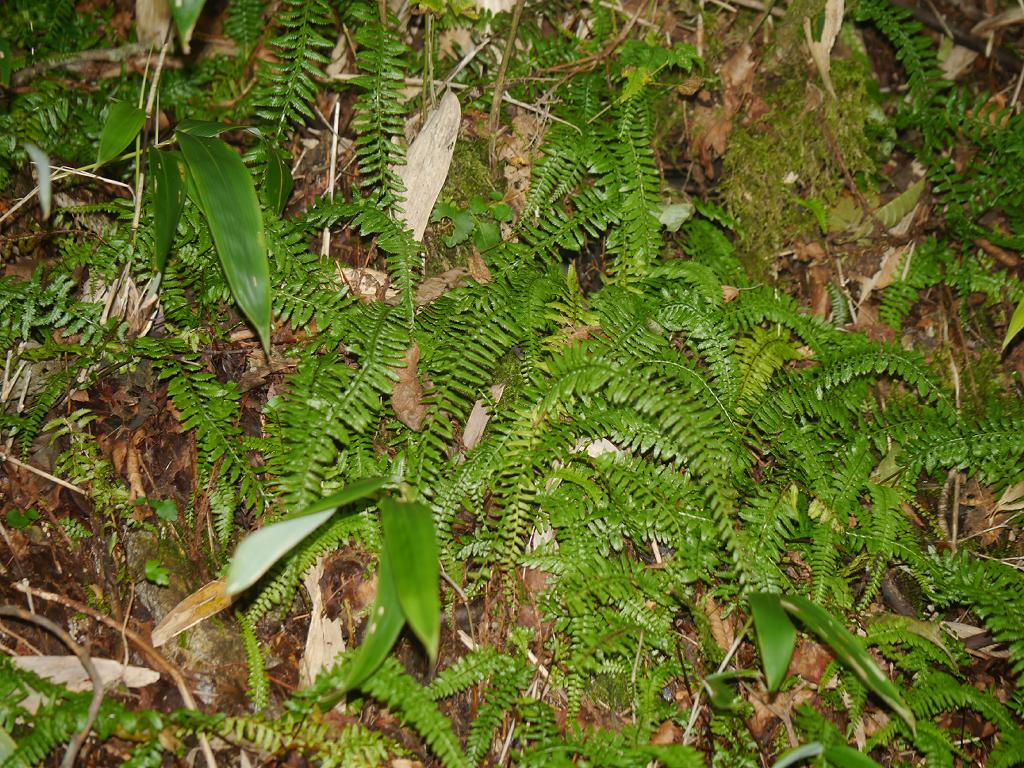
群落の様子
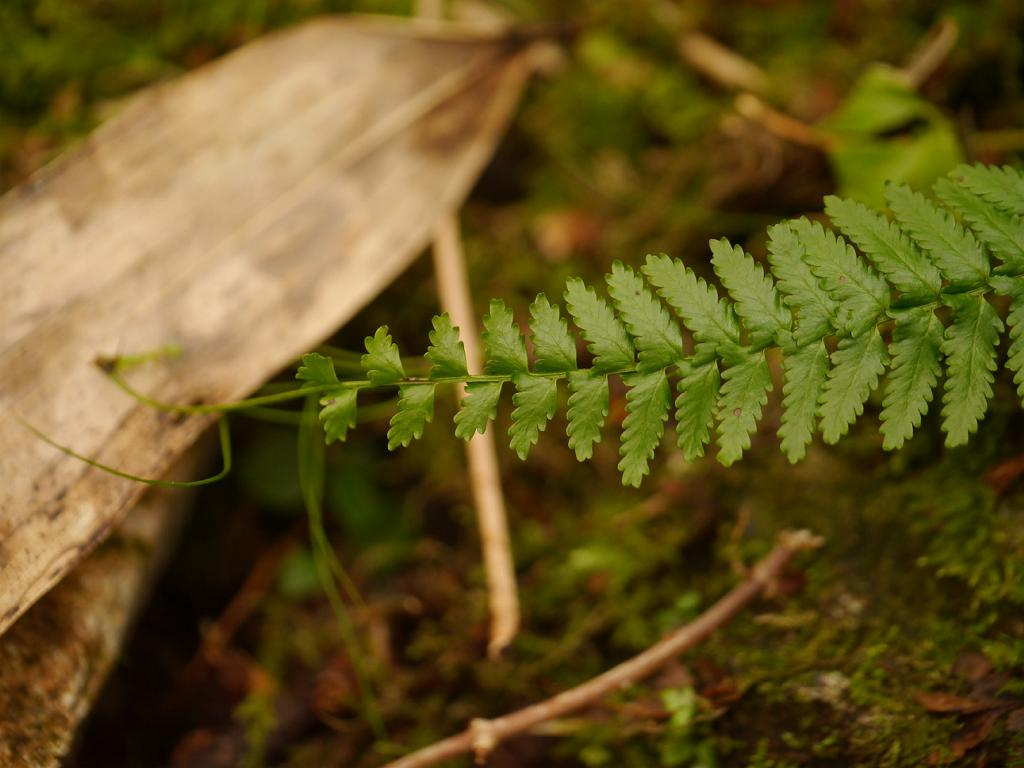
葉の先端が伸びて発芽している
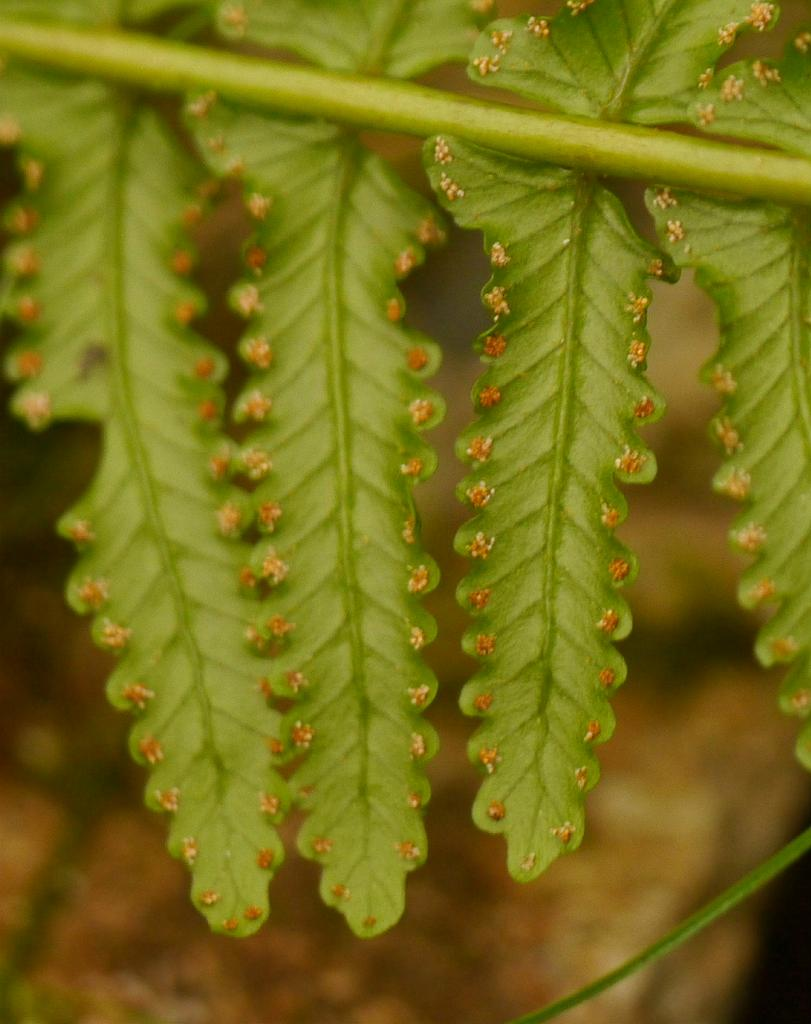
葉裏の胞子嚢群の様子

## 分布と生育環境
本州では福島県と関東地方以南、四国、それに九州では中北部に分布し、国外では中国と台湾から知られる。山林の森林内に生育し、地上や岩の上に生じる。葉先から新しい株を作るので、しばしばまとまった群落を作る。気候帯としては温帯南部から暖帯に位置し、深い山林、特に陰樹林の下の岩石地に生育するが稀である。

## 分類など
本種はオオフジシダ属に含めるのが通説であるが、この属の他種は2回羽状複葉であり、本種は1回羽状複葉という点で明確に区別出来る。また、葉先が蔓状に伸び、先端に芽を生じるのも例が少なく、その点で本種をフジシダ属 Ptilopteris として P. maximoviczii とする説もある。その場合、この属は本種のみを含む単形属となる。
美しいシダ。